# Ruhrbach
Der Ruhrbach ist ein etwa 6,2 km langer, linksseitiger bzw. westsüdwestlicher Zufluss der Warme im Landkreis Kassel, Nordhessen (Deutschland). 

## Name
Eine gleichnamige Wüstung wurde zwischen 963 und 1037 als Rarbeke erstmals schriftlich erwähnt. Das Bestimmungswort leitet sich vom altsächsischen Wort *rōr für Schilfrohr ab.

## Verlauf
Der Ruhrbach entspringt in den Nordausläufern des Habichtswälder Berglands in Oberlistingen (zu Breuna) und fließt etwas nördlich des Naturparks Habichtswald zwischen den Waldgebieten Wolfsloh im Norden und Igelsbett im Süden in überwiegend ostnordöstlicher Richtung durch das Ruhrbachtal.
Unterhalb von Oberlistingen verläuft der Bach nördlich an Niederlistingen (zu Breuna) vorbei. In den ersten 3,5 km seines Verlaufs, wo er die Bundesstraße 7 unterquert, ist er nicht mehr als ein Gerinne und fließt dort relativ flach.
In der restlichen Fließstrecke des etwa parallel zur Landesstraße 3080 verlaufenden Ruhrbachs gibt es mehrere Geländestufen, über die sein Wasser fällt. Etwa 1 km oberhalb von Niedermeiser (zu Liebenau) befindet sich ein natürlicher Wasserfall, wo das Wasser über zwei etwa 10 m voneinander entfernte Geländestufen fällt; die erste Stufe ist etwa 1,5 m und die zweite rund 0,7 m hoch.
Danach durchfließt der Ruhrbach das Dorf Niedermeiser, um direkt anschließend in eine Flussschleife der Warme zu münden; ihrer Mündung gegenüber steht an der Warme die in Betrieb befindliche Fuchsmühle.

## Einzugsgebiet und Zuflüsse
Das Einzugsgebiet des von fünf kleinen Bächen gespeisten Ruhrbachs ist 12,564 km² groß.